# Gómez I de Luna
Gómez I de Luna o Gome de Luna (? - Fraga, septiembre de 1134) fue un caballero y noble aragonés del linaje de los Luna.

## Biografía
Segundo hijo de Bacalla de Luna, I señor de Luna, y de su esposa Sancha Sánchez, hermano de Lope Ferrench I de Luna, II señor de Luna, y de Íñigo Ferrench de Luna, colaborador de Alfonso I de Aragón.
Luchó junto a su padre y hermano Lope Ferrench I de Luna en la batalla de Alcoraz el 15 de noviembre de 1096 y murió en el batalla de Fraga en septiembre de 1134.